# Oostelijke historische brug van Eindhoven
De oostelijke historische brug van Eindhoven, gelegen naast het toenmalige Kasteel van Eindhoven, was een middeleeuwse brug die over de voormalige stadsgracht van de stad liep, tussen de Ten Hagestraat en de Kanaalstraat. 
De brug is rond 1500 gebouwd en moet zijn gesloopt in 1676.

## Ontdekking
In 2019 werden archeologen verrast toen ze restanten van deze brug aantroffen. Eeuwenlang was er een grote houten brug op de Vestdijk, gelegen tussen de Vestedatoren en het DLL-gebouw, die de twee kanten van de stadsgracht met elkaar verbond. Op basis van oude kaarten vermoedde men altijd al dat er een brug moest hebben gelegen ter hoogte van de kruising Ten Hagestraat-Kanaalstraat. Dit was vroeger de verbinding tussen het kasteel en het Klooster Mariënhage. 
Ondanks dat er geen restanten werden gevonden, zijn er wel funderingen en stenen muurtjes ontdekt van wat vermoedelijk een poortgebouw is geweest.